# 14965 Бонк
14965 Бонк (14965 Bonk) — астероїд головного поясу, відкритий 24 травня 1997 року.
Тіссеранів параметр щодо Юпітера — 3,431.